# Bálint Sándor (néprajzkutató)
Bálint Sándor (Szeged, 1904. augusztus 1. – Budapest, 1980. május 10.) magyar néprajzkutató és művészettörténész, „a legszögedibb szögedi”, a 20. századi magyar néprajz és folklorisztika egyik legnagyobb alakja, rövid ideig nemzetgyűlési képviselő. Fő kutatási területei az Alföld néprajza, vallási néphagyományok és Szeged néprajza voltak.

## Életpályája
Szeged-alsóvárosi paprikatermesztő családban született, már egyéves korában árvaságra jutott, özvegy édesanyja, született Kónya Anna nevelte, taníttatta és támogatta, aki ügyesen gazdálkodó, jól kereskedő asszony hírében állott. A gyermek Bálint Sándor hamar kitűnt az iskolában jó tanulmányi eredményeivel. Az első világháború idején számos feleség helyett ő írta meg a leveleket a fronton katonáskodó férjeknek.
A szegedi piaristáknál érettségizett, majd a Ferenc József Tudományegyetemen szerzett magyar–történelem szakos tanári diplomát, közben egy évig (1924/1925-ben) a pesti egyetemen is tanult. 1930-tól a Néprajzi Intézetben Solymossy Sándor intézetvezető mellett díjtalan gyakornok. 1931-ben óraadó tanár a Szegedi Királyi Katolikus Tanítóképző Intézetben. 1934-től egyetemi magántanárrá habilitálták Solymossy Néprajzi intézetében Az alföldi magyarság néprajza, különös tekintettel Szeged népére témakörben. Bálint Sándor vállalta az Alföld-kutatást, az Alföld vallási néprajzának kutatását. Mind Solymossy, mind Sík Sándor helyeselte Bálint Sándor néprajzi tárgykörének megválasztását. 1945-ben belépett a Kereszténydemokrata Néppártba (amiben Demokrata Néppárttá válása után is megmaradt). A KDNP-nek a FKGP-vel kötött választási megállapodása alapján az 1945-ös választáson egyike lett a két országgyűlési mandátumot szerzett (K)DNP-s politikusnak (a másik Eckhardt Sándor volt). Az 1947-es „kékcédulás választáson” a Demokrata Néppárt országos listájáról jutott mandátumhoz, ezt azonban már nem töltötte ki; 1948-ban visszavonult a politikai szerepléstől, lemondott mandátumáról és kilépett a pártból.
1947–1965-ig egyetemi tanár. 1962-ben a történelemtudományok kandidátusa lett. Tanítási engedélyét 1950 és 1956 között megvonták, 1965-ben „rendszerellenes izgatás” vádjával felfüggesztett börtönbüntetésre ítélték. Mindkét időszakban mélységes, őszinte vallásos meggyőződése miatt szenvedett üldöztetést. 1966-ban kényszerű nyugdíjba vonult. Annyira erőteljes volt Szegeden a vallás-ellenesség, hogy egyik legjobb barátja, Ortutay Gyula sem tudott többet intézni, mint a kényszer-nyugdíjazás. Nyugdíjasként írta meg fő műveit, a Karácsony, húsvét, pünkösd (1973) és a Szögedi nemzet (1976) című monográfiáit. Főleg a Móra Ferenc Múzeum igazgatója, Trogmayer Ottó és egyes munkatársak, köztük Juhász Antal, Lele József segítették az ő kutatásait, műveinek közreadását.
Számos gyűjtő úton volt az országban, Szegeden már nem annyira a változó, modernizálódó Alsóváros, hanem a hagyományőrző, mély szegénységben élő Tápé nyújtott kutatásainak rengeteg anyagot még 1960-70-es években is. Munkássága két területen kiemelkedő: egyrészt Szeged és környéke, másrészt a magyar katolikus népi vallásosság kutatásában. A néprajztudomány 20. század közepére önállósuló egyik ágának, a vallási néprajz hazai megalapozójának tekinthetjük. Tudományos munkásságát mintegy félezer közleménye, tanulmánya és könyve őrzi.
Halálát baleset okozta: Budapesten egy autó elé lépett. A szegedi Alsóvárosi temetőben helyezték örök nyugalomra.

## Emlékezete

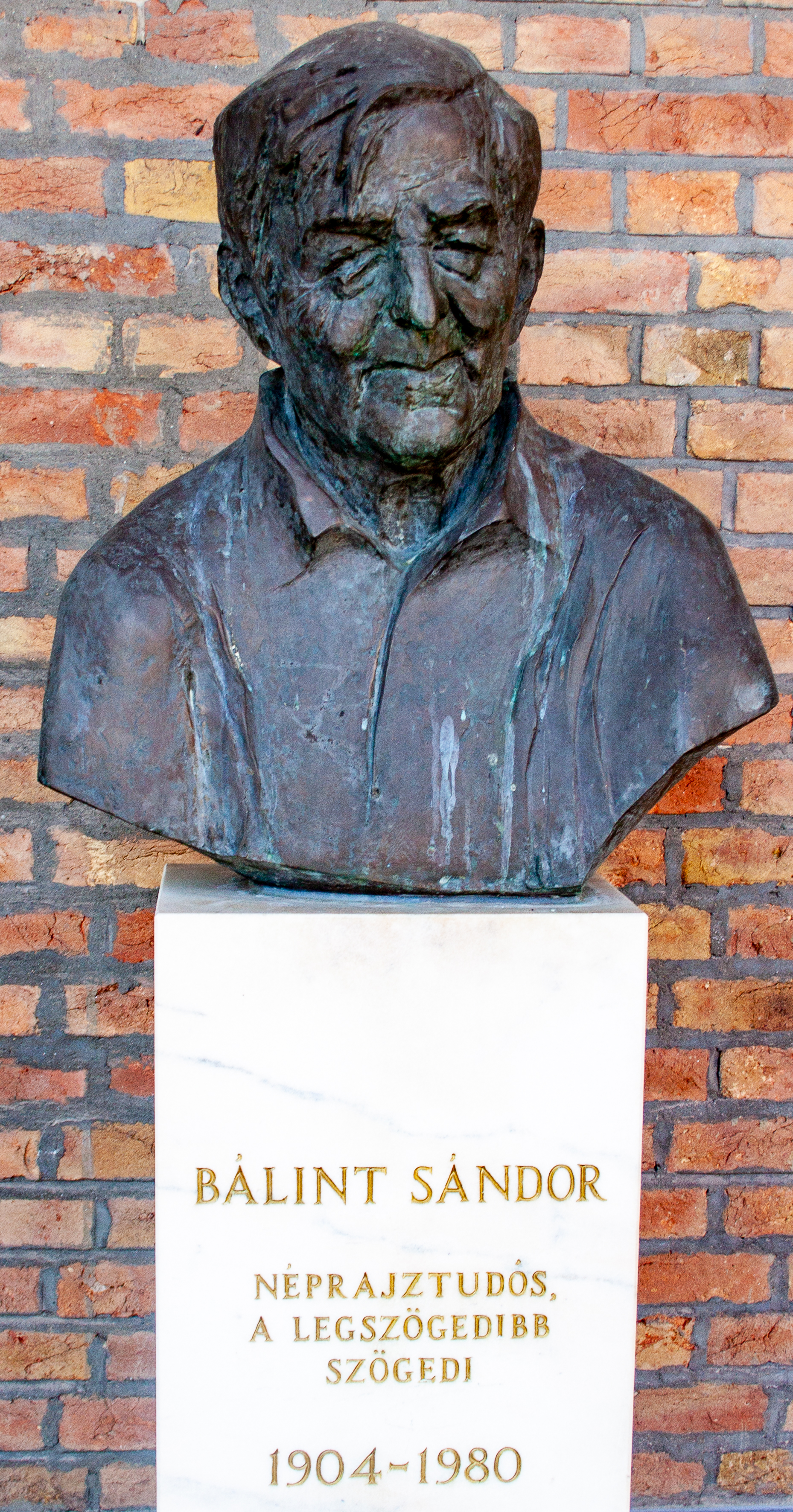
Bálint Sándor szobra a szegedi Pantheonban, Szathmáry Gyöngyi munkája.

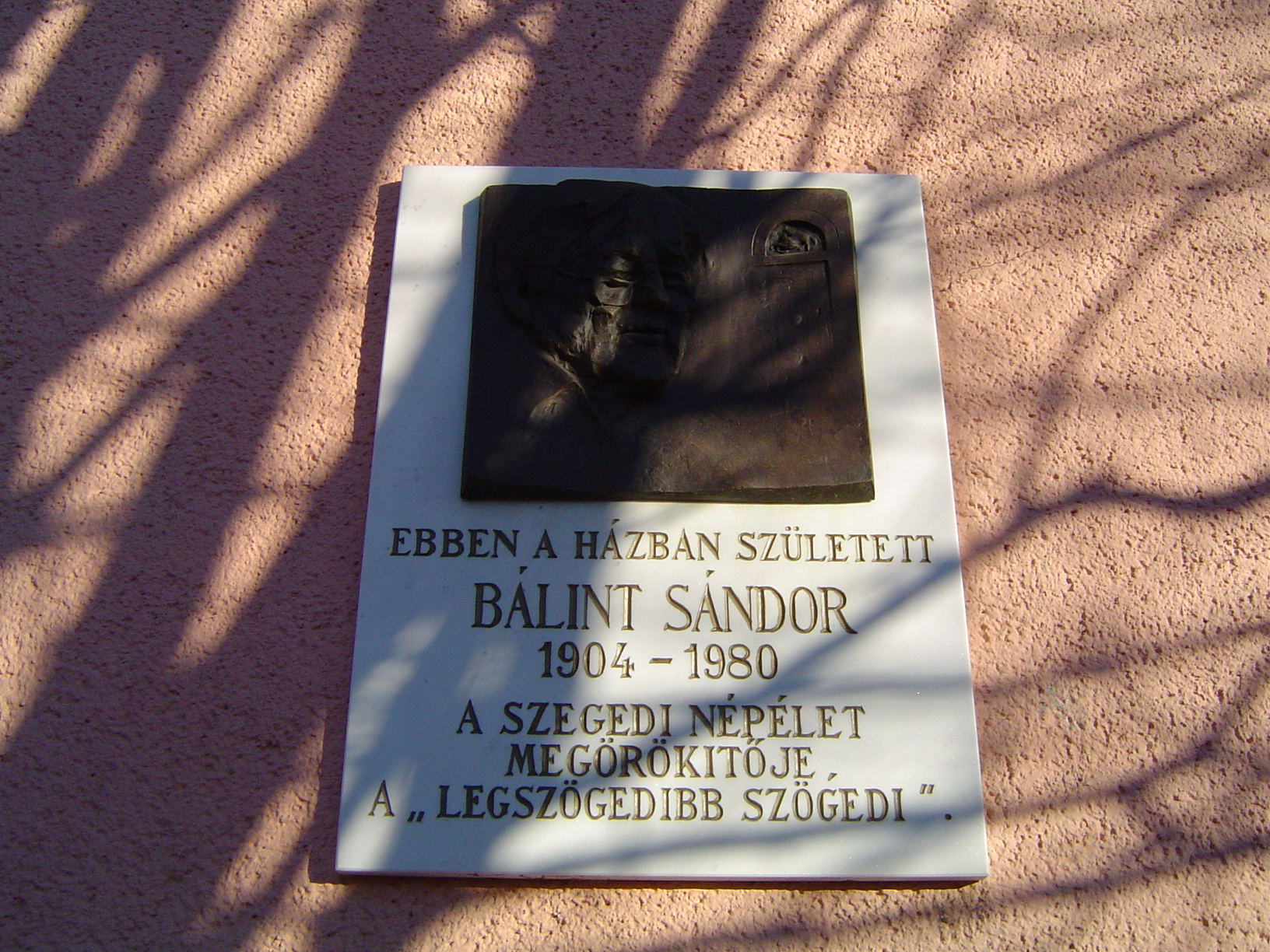
Emléktábla Bálint Sándor szülőházán, Pálffy utca 72. sz. 1984-2004-ben

A katolikus egyház kezdeményezte a boldoggá avatását. A szegedi ferences templom 2005-ben avatott új harangja az ő nevét viseli. Ugyanezen alsóvárosi templom előtti téren pedig Kalmár Márton bronz, másfélszeres életnagyságú mellszobra áll kőtalapzaton. Eredetileg szintén itt, a Mátyás téren állott Kalmár Márton Bálint Sándort ábrázoló  5/4-es életnagyságú – időközben megrongálódott – mészkőszobra, ennek lebontása (2003) után került a helyére ez a szobor.  A Hittudományi Főiskola közelében a szegedi Pantheonban Archiválva 2010. június 9-i dátummal a Wayback Machine-ben is helyeztek el szobrot róla. Újszegeden egy művelődési ház az ő nevét vette fel. Szegeden, Tápé városrészben tagiskolát (általános iskolát) neveztek el róla (Petőfi Sándor Általános Iskola Bálint Sándor Tagiskolája). 2009-ben alakult meg a valláskutatás első hazai kutatóintézete, a Bálint Sándor Valláskutató Intézet, a Gál Ferenc Hittudományi Főiskola és az SZTE BTK működtetésében.

## Főbb művei (válogatás)
- Népünk ünnepei. Az egyházi év néprajza (Bp., 1938)
- Egy magyar szent ember, Orosz István önéletrajza (kiadta, Bp., 1942)
- Az esztendő néprajza (Bp., 1942)
- Sacra Hungaria (Kassa, 1943)
- Boldogasszony vendégségében (Bp., 1944)
- Szegedi szótár (I-II., Bp., 1957)
- Szeged városa (Bp., 1959)
- A szegedi paprika (Bp., 1962)
- A szegedi nép (Bp., 1968)
- Szegedi példabeszédek és jeles mondások (Bp., 1972)
- Karácsony, húsvét, pünkösd (Bp., 1973)
- Tombácz János meséi (gyűjt. és bev., Bp., 1975)
- Szeged reneszánsz kori műveltsége (Bp., 1975)
- A szögedi nemzet (I-III., Szeged, 1976, 1977, 1980)
- Ünnepi kalendárium (I-II., Bp., 1977)
- A hagyomány szolgálatában. Összegyűjtött dolgozatok (Bp., 1981)
- Szeged-Alsóváros. Templom és társadalom (Bp., 1983)
- Bálint Sándor–Barna Gábor: Búcsújáró magyarok. A magyarországi búcsújárás története és néprajza; Szt. István Társulat, Bp., 1994
- Breviárium; összeáll., sajtó alá rend. Csanálosi Lilla; Mandala, Szeged, 1997
- Nehéz évek leltára. Bálint Sándor vallási néprajzi írásai az Új Ember-ben; összeáll. Barna Gábor, Tóth Sándor; MTA-SZTE Vallási Kultúrakutató Csoport, Szeged, 2015

## Társasági tagság
- Magyar Néprajzi Társaság (1925–)

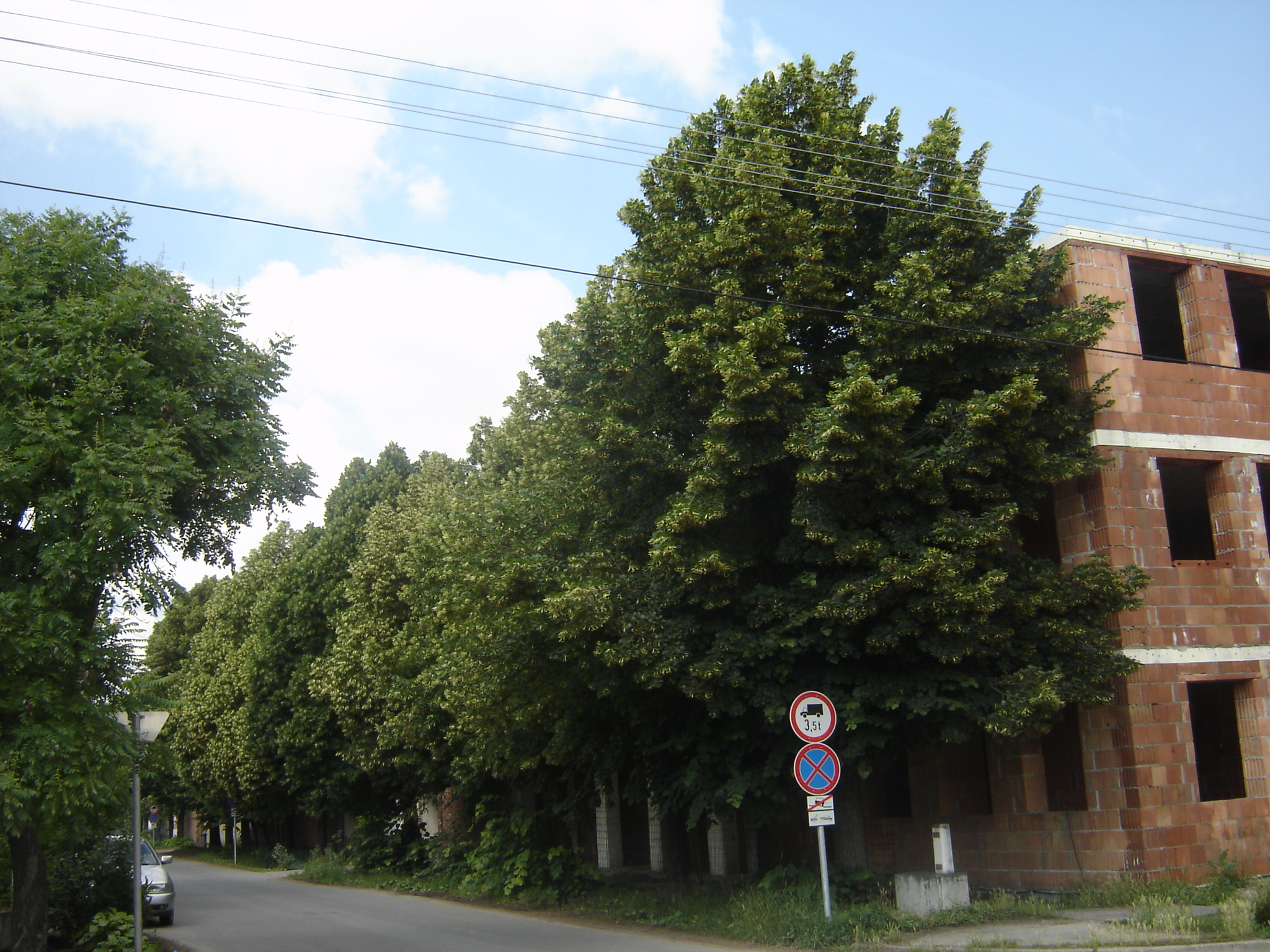
Bálint Sándor elbontott szülőháza helyén új társasház épült 2006-ban

- Magyar Nyelvtudományi Társaság (1926–)

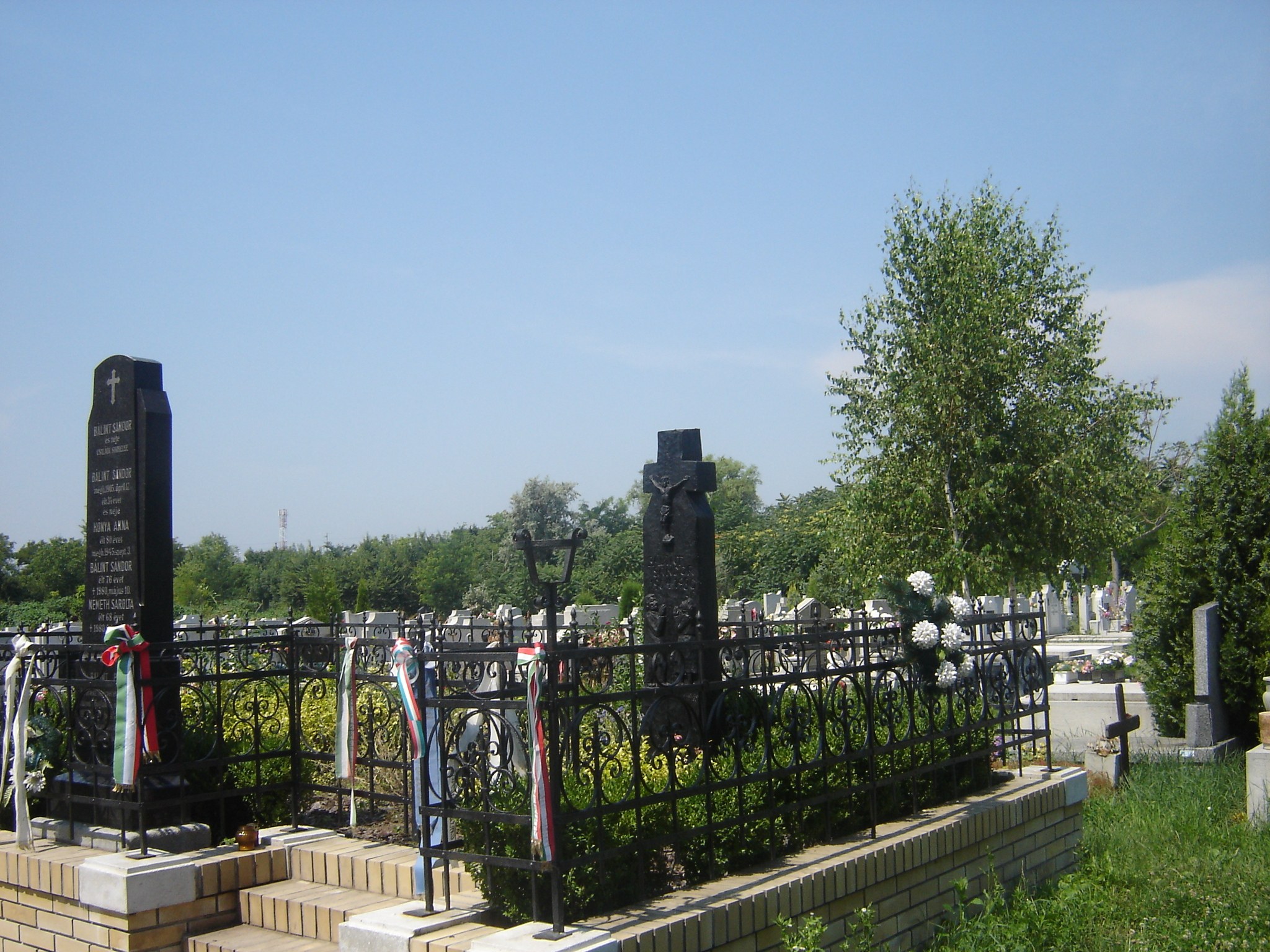
Bálint Sándor sírja Szegeden, az Alsóvárosi temetőben

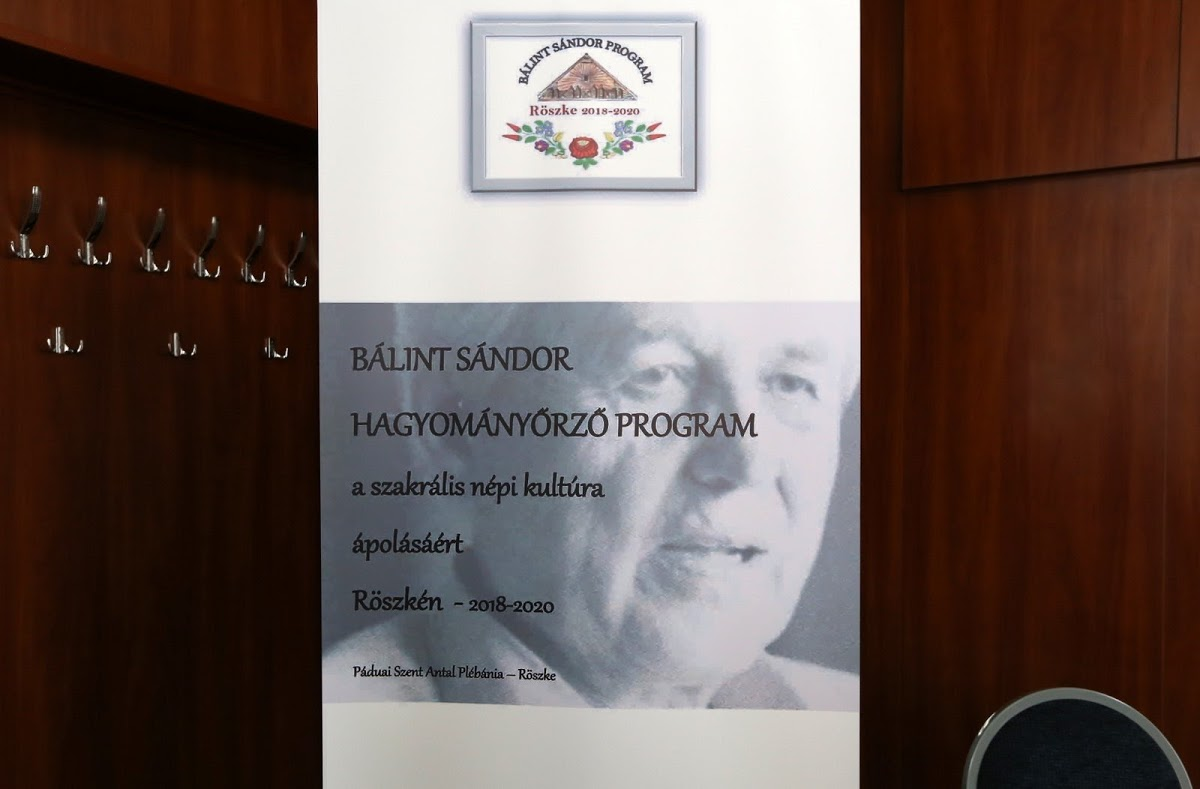
Bálint Sándor hagyományőrző program felhívó plakátja

- Dugonics Társaság
- Szegedi Alföldkutató Bizottság

## Díjak, kitüntetések
- 1981 Ortutay Gyula-emlékérem
- 1998 Magyar Örökség díj (posztumusz)
- 2014 Magyar Kultúra Lovagja (posztumusz)